# B-23 (航空機)

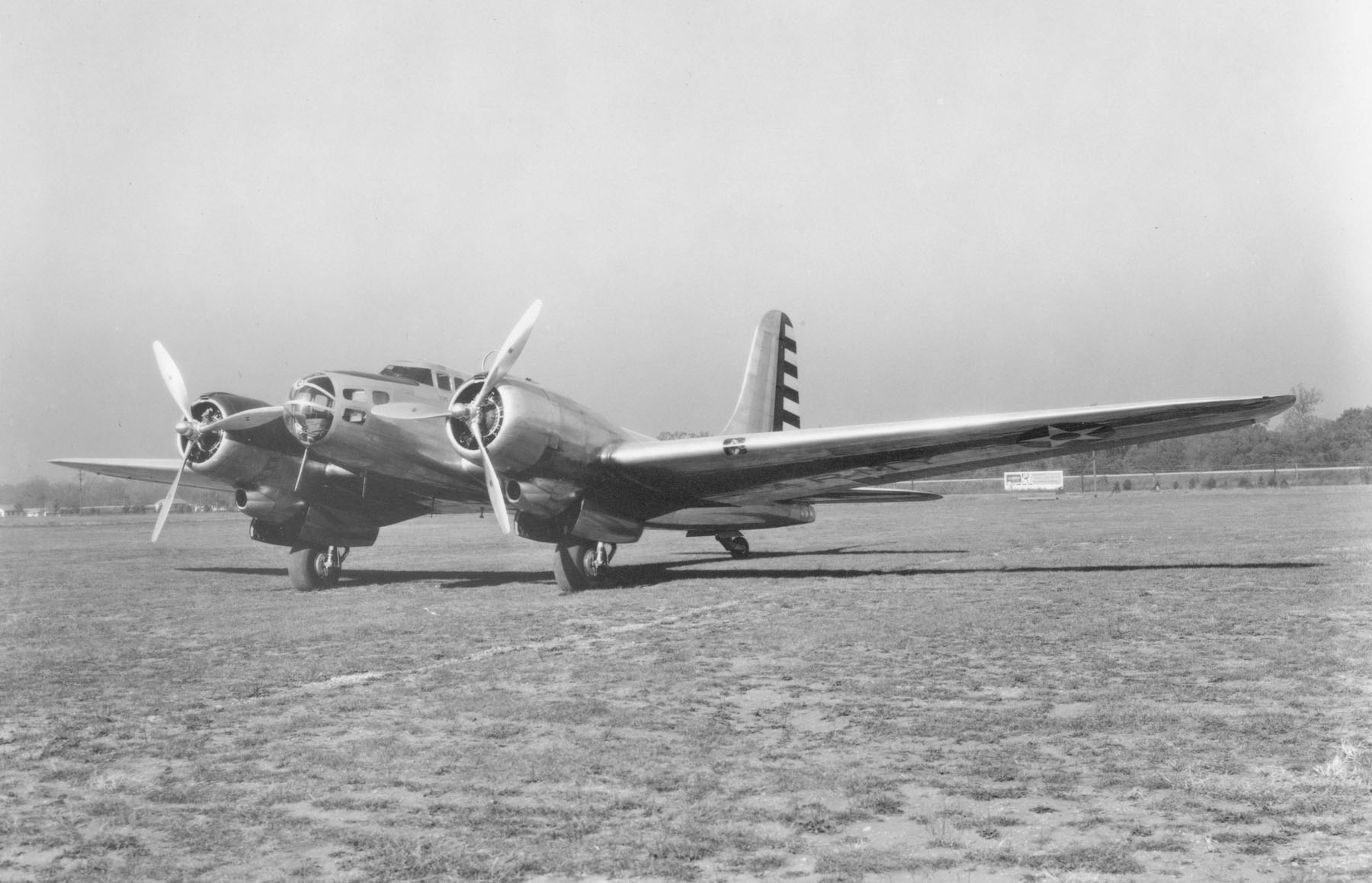
B-23

ダグラス B-23は、アメリカ陸軍航空隊向けにダグラス社が開発し配備された爆撃機である。また愛称はドラゴン“Dragon”（竜）である。

## 概略
ダグラス社は前作のB-18 ボロを1936年に制式採用されていたが、性能的には爆弾搭載能力などの点でいま一つであったため、数年のうちに旧式化していた。
そのため当初はB-18のエンジン強化型であるXB-22を提案したが、陸軍航空隊に採用されなかった。そのかわり、民間向けのDC-3の主翼とエンジンを流用して胴体を爆撃機仕様に流線型にして再設計したのがB-23である。
1939年7月23日に初飛行し、すぐにアメリカ軍に38機が採用された。B-18と比べ機体が大きく航続距離が延長したうえに、アメリカの爆撃機として初めて尾部銃座が採用されるなどの改良点があったが、肝心の爆弾搭載量は増加しておらず他のメーカーが新型爆撃機を開発するとたちまち旧式化した。そのためアメリカが第二次世界大戦に参戦するころには爆撃機としては退役し武装を撤去したうえで輸送機のUC-67に改造されたりして、開発当初の目的であった爆撃機として活躍することはなかった。
また戦後まで生き残った何機かは民間に払下げられた。このうち1970年代までは現役で飛行していた39-0063号機は2017年に再度飛行可能となった。

## 現存する機体
| 型名       | 番号         | 機体写真 | 所在地                    | 所有者                                         | 公開状況 | 状態     | 備考                                                                                       |
| ---------- | ------------ | -------- | ------------------------- | ---------------------------------------------- | -------- | -------- | ------------------------------------------------------------------------------------------ |
| B-23 UC-67 | 39-0031 2717 | 写真     | エクアドル ピチンチャ県   | エクアドル空軍航空宇宙博物館                   | 公開     | 静態展示 |                                                                                            |
| B-23       | 39-0033 2719 | 写真     | アメリカ アリゾナ州       | ピナル飛行場                                   | 公開     | 修復中   |                                                                                            |
| B-23 UC-67 | 39-0036 2722 |          | アメリカ ワシントン州     | マコード航空博物館                             | 公開     | 静態展示 |                                                                                            |
| B-23       | 39-0037 2723 |          | アメリカ オハイオ州       | 国立アメリカ空軍博物館                         | 非公開   | 保管中   | 現在修理待ちとなっている。                                                                 |
| B-23       | 39-0038 2724 | 写真     | アメリカ ニューヨーク州   | 国立軍用機博物館                               | 公開     | 修復中   |                                                                                            |
| B-23 UC-67 | 39-0047 2733 |          | アメリカ カリフォルニア州 | キャッスル航空博物館                           | 公開     | 静態展示 |                                                                                            |
| B-23       | 39-0051 2737 |          | アメリカ アリゾナ州       | ピマ航空宇宙博物館                             | 公開     | 静態展示 |                                                                                            |
| B-23       | 39-0052 2738 |          | アメリカ アイダホ州       | ルーン湖                                       | 公開     | 放置     |                                                                                            |
| B-23 UC-67 | 39-0057 2743 | 写真     | アメリカ フロリダ州       | ファンタジー・オヴ・フライト                   | 公開     | 保管中   |                                                                                            |
| B-23 UC-67 | 39-0063 2749 | 写真     | アメリカ ワシントン州     | カーマックス広告社 (Carmacks Commercial Corp.) | 非公開   | 飛行可能 | 2017年に再度飛行可能となった機体。ワシントン州のグラント郡国際空港格納庫に保管されている。 |

## 要目
- 乗員：6名
- 全長：17.8m
- 全幅：28.0m
- 全高：5.6m
- 自重：8,659kg
- エンジン：ライト R-2600-3 レシプロエンジン 2基（1,600馬力）
- 最大速度：454km/h
- 航続距離：4,325km
- 武装：7.62mm機銃 3挺、12.7mm機銃 1挺、爆弾 4,000 lb (1,814kg)